# David Swift

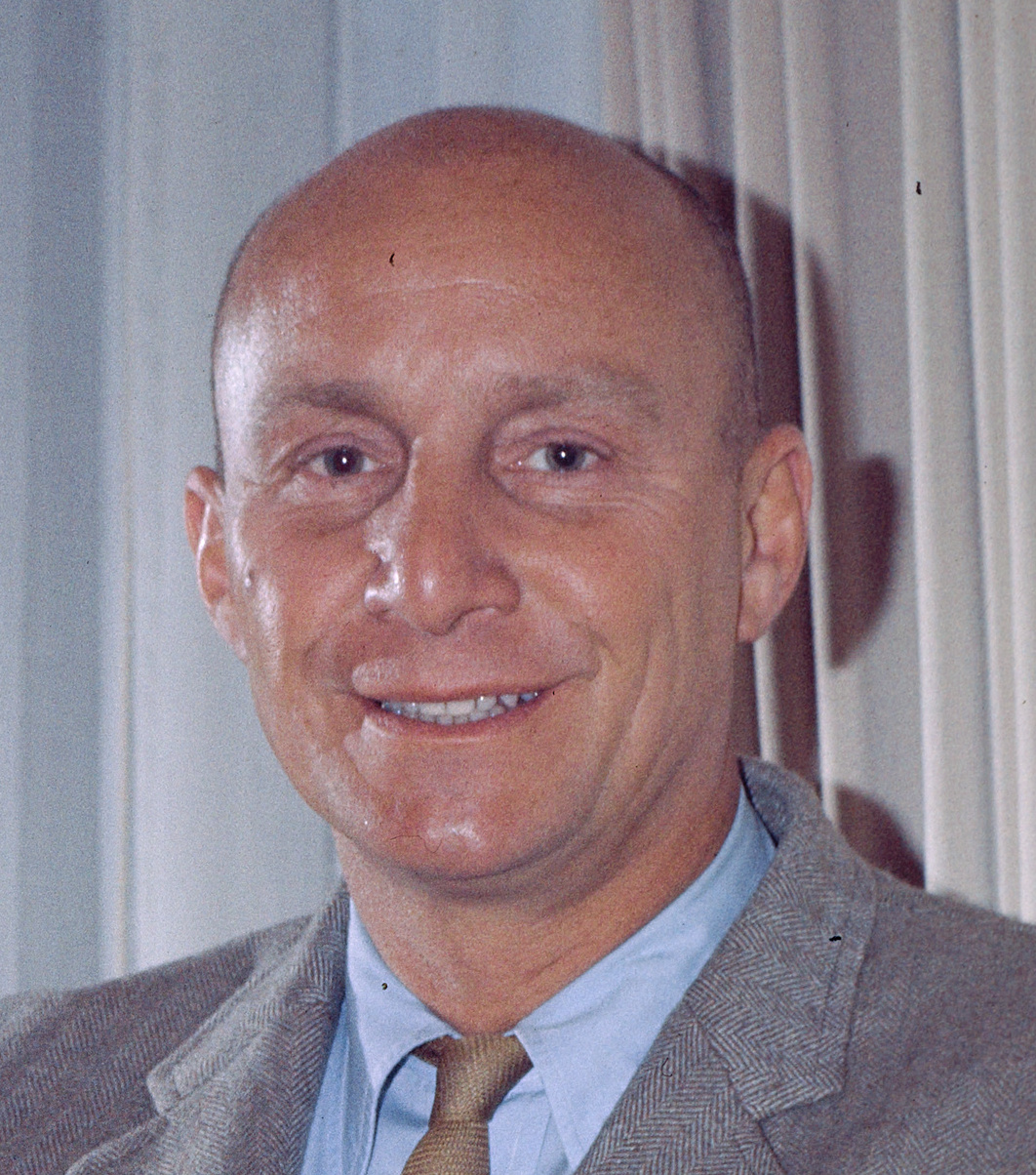
David Swift (1964)

David Swift (Minneapolis, 27 luglio 1919 – Santa Monica, 31 dicembre 2001) è stato uno sceneggiatore, regista, produttore cinematografico e animatore statunitense.

## Biografia
Dopo la grande depressione, si spostò dalla natia Minneapolis a Los Angeles, dove lavorò per alcuni anni come usciere in teatro. Entrato a far parte degli studi della Disney, divenne assistente animatore di Ward Kimball nel 1938. Dopo la seconda guerra mondiale intraprese anche la carriera di sceneggiatore per la radio e la televisione. Tra i suoi lavori per la Disney vi sono Il segreto di Pollyanna (1960) e Il cowboy con il velo da sposa (1961). Dopo aver sceneggiato e diretto Il granduca e mister Pimm (1963), venne scritturato dalla Columbia Pictures, per la quale scrisse e diresse altri film negli anni '60 tra cui Come far carriera senza lavorare (1967). 
Nel 1977 ritornò alla Disney per scrivere Una ragazza, un maggiordomo e una lady. Negli anni '80 continuò a lavorare soprattutto per la televisione, sia come regista che come autore. Il suo ultimo progetto è rappresentato dalla sceneggiatura di Genitori in trappola (1998), remake de Il cowboy con il velo da sposa. Dopo il primo matrimonio nel 1951 con l'attrice Maggie McNamara, terminato con il divorzio, dal 1957 fino alla morte fu legato a Micheline Swift. Morì all'età di 82 anni in California.

## Filmografia parziale

### Regista e sceneggiatore
- Il segreto di Pollyanna (Pollyanna) (1960)
- Il cowboy con il velo da sposa (The Parent Trap) (1961)
- La pelle che scotta (The Interns) (1962)
- Il granduca e mister Pimm (Love Is a Ball) (1963)
- Sotto l'albero yum yum (Under the Yum Yum Tree) (1963)
- Scusa, me lo presti tuo marito? (Good Neighbor Sam) (1964) - anche produttore
- Come far carriera senza lavorare (How to Succed in Business Without Really Trying) (1967) - anche produttore

### Sceneggiatore
- Mister Peepers - serie TV, 30 episodi (1952-1955)
- Norby - serie TV, 13 episodi (1955)
- Camp Runamuck - serie TV, 11 episodi (1965-1966)
- Una ragazza, un maggiordomo e una lady (Candleshoe), regia di Norman Tokar (1977)
- Foolin' Around, regia di Richard T. Heffron (1980)
- Genitori in trappola (The Parent Trap), regia di Nancy Meyers (1998)